# Bela Khotenashvili
Bela Khotenashvili (Telavi, 1 de junho de 1988) é uma jogadora de xadrez da Geórgia que detém o título de Grande Mestre. Participou  do Campeonato Mundial Feminino de Xadrez de 2012 no qual foi eliminada na primeira rodada por Maritza Arribas Robaina, do Campeonato Mundial Feminino de Xadrez de 2015 no qual foi eliminada nas quartas de final por Zhao Xue e do Campeonato Mundial Feminino de Xadrez de 2017 no qual foi eliminada na primeira rodada por Olga Zimina.

## Carreira
Khotenashivili venceu o Campeonato Mundial Juvenil de Xadrez na categoria feminina sub-16 em 2004.
Em 2009, ela venceu o torneio da Copa Maia Chiburdanidze, derrotando Lela Javakhishvili no desempate. Khotenashvili venceu o Campeonato Feminino da Geórgia em 2012.
Em 2013 e 2014, ela participou do Grande Prêmio Feminino da FIDE como cidade-sede indicada de Tbilisi.  Ela venceu a primeira etapa, que aconteceu em Genebra. Com esta vitória ela alcançou sua terceira e última norma exigida para o título de Grande Mestre. Em dezembro de 2014, ganhou o prêmio de melhor mulher na primeira edição do Qatar Masters Open com uma performance de 2716.
Em 2017, ela venceu pela segunda vez o Campeonato Feminino da Geórgia.

Ela tem diversas participações nas Olimpíadas de xadrez. Khotenashvili participou das edições de 2010,2012,2014,2016 e 2018 tendo ajudado a equipe georgiana a conquistar uma medalha de bronze em 2010 e em 2018. Individualmente, seu melhor resultado foi a medalha de prata em 2014 bronze em 2010 e em 2018.